# 今泉葉子
今泉 葉子（いまいずみ ようこ、1966年8月2日 - ）は、日本の女優、声優である。東京都出身。

## 人物
1983年に俳協演劇研究所11期生となる。東京俳優生活協同組合所属
身長155cm、体重48kg。
声種はメゾソプラノ。特技は歌。趣味は水泳。

## 出演

### テレビアニメ
2017年
- 銀魂.（お園）
- いぬやしき（警官）

2018年
- アイドリッシュセブン（2018年 - 2022年、愛の母） - 3シリーズ
- 名探偵コナン（2018年 - 2023年、江国光代、瀬戸口咲江）
- PERSONA5 the Animation（常連の老夫婦 妻）
- ハイスクールD×D HERO
- 重神機パンドーラ（グレンの母親）
- レイトン ミステリー探偵社 〜カトリーのナゾトキファイル〜（キャロル）
- やがて君になる（侑の母）

2019年
- 風が強く吹いている（走の母親）
- 世話やきキツネの仙狐さん
- とある科学の一方通行（人皮挟美の母）
- 慎重勇者〜この勇者が俺TUEEEくせに慎重すぎる〜（女神）
- 炎炎ノ消防隊（住民）
- ぼくたちは勉強ができない!（奥さんA）
- 星合の空（翅の母）

2020年
- 推しが武道館いってくれたら死ぬ（えりぴよの伯母）
- ふしぎ駄菓子屋 銭天堂（客、漬物屋のおばさん）
- アクダマドライブ（カンサイ会議最高幹部）

2021年
- ドラえもん（テレビ朝日版第2期）（2021年 - 2023年、お客〈婦人〉、つばさのママ）
- カードファイト!! ヴァンガード overDress（トウヤの母）
- トロピカル〜ジュ!プリキュア（とみ婆）
- かげきしょうじょ!!（白川巴）

2024年
- 道産子ギャルはなまらめんこい（花宮楓）
- 終末トレインどこへいく?（住人、おばあさん、女性）

2025年
- ウマ娘 シンデレラグレイ（大家）
- 追放者食堂へようこそ!（貴婦人）

### Webアニメ
- THE KING OF FIGHTERS: DESTINY（2017年、草薙静）
- イロナス（2022年、桜井澄江[4]）

### ゲーム
- 龍が如く7 光と闇の行方（2020年）
- 魔法使いの夜（2022年）
- 信長の野望 出陣（2024年、寿桂尼[5]、片倉喜多）

### 吹き替え

#### 映画（吹き替え）
- RRR（キャサリン・バクストン総督夫人〈アリソン・ドゥーディ〉[6]）
- アイヒマン・ショー/歴史を映した男たち（ミセス・ランドー〈レベッカ・フロント〉）
- あと1センチの恋（アリス）
- 移動都市/モータル・エンジン（メドゥーサ〈リンダ・レスター〉[7]）
- インシディアス 赤い扉（アルマガン教授〈ヒアム・アッバス〉[8]）
- ウォンカとチョコレート工場のはじまり（ドロシー〈トレイシー・イフェアチョア〉[9]）
- エニシング・イズ・ポッシブル
- おじいちゃんはデブゴン（ポク）
- 男と女 人生最良の日々（エレネ〈モニカ・ベルッチ〉、フランソワーズ〈スアド・アミドゥ〉[10]）
- 隠された時間（ミン・ギョンヒ〈ムン・ソリ〉）
- グォさんの仮装大賞（院長）
- ゴジラ キング・オブ・モンスターズ（女スピーカーの声[11]）
- 殺し屋（ドーラ〈ジャクリーン・ビセット〉）
- サーホー（カルキ〈マンディラ・ベーディー〉[12]）
- サウスポー
- ザ・キング（アン・ヒヨン）
- ジェイド・ダイナスティ 破壊王、降臨。（水月〈セシリア・イップ〉[13]）
- ジャスティス・リーグ:ザック・スナイダーカット（犬店主女[14]）
- ジャングル・クルーズ（ツアー客母親[15]）
- 新感染 ファイナル・エクスプレス（インゲル）
- 新喜劇王（モンの母〈ワン・バオチャン〉[16]）
- ストレンジャーズ 地獄からの訪問者（シンディ〈クリスティーナ・ヘンドリックス〉）
- スポットライト 世紀のスクープ（コンスタンス・スウィーニー）
- スパイダーマン:ファー・フロム・ホーム（空港の女性警備員[17]）
- スペース・プレイヤーズ（イングリッド・バーグマン[18]）
- でっかくなっちゃった赤い子犬 僕はクリフォード（クルーラーマン〈トバ・フェルドシュ〉[19]）
- 12 MONTHS（木の精ジジキ）
- ナイト・オブ・シャドー 魔法拳（チュウ夫人〈キングダム・ユン〉[20]）
- ナイブズ・アウト/名探偵と刃の館の秘密（フラン〈エディ・パターソン〉[21]）
- ニューヨーク、愛を探して（リグビー〈セルマ・ブレア〉）
- バーフバリ 伝説誕生（デーヴァセーナ〈アヌシュカ・シェッティ〉）
- バーニング 劇場版（ジョンスの母〈パン・ヘラ〉）
- ハイドリヒを撃て!「ナチの野獣」暗殺作戦（レンカ・ファフコヴァー[22]）
- バッドボーイズ フォー・ライフ（リタ〈パオラ・ヌニェス〉[23]）
  - バッドボーイズ RIDE OR DIE[24]
- バトルランナー（マカードル）※オンデマンド配信版
- パラサイト 半地下の家族（チュンスク〈チャン・ヘジン〉[25]）※ソフト版
- PMC:ザ・バンカー（マッケンジー〈ジェニファー・イーリー〉[26]）
- ブッシュ（ローラ・ブッシュ〈エリザベス・バンクス〉）
- フローラとユリシーズ（フィリス〈アリソン・ハニガン〉[27]）
- ベン・イズ・バック
- ペンタゴン・ペーパーズ/最高機密文書（アン・マリー・ローゼンタール）
- 僕のワンダフル・ライフ（女性獣医）
- ホドロフスキーの虹泥棒
- マザー/アンドロイド（ドクター・ハウ）
- マザーズ・デイ（ソニア）
- ミス・シェパードをお手本に（ポーリン）
- ミッドサマー（シヴ〈ガンネル・フレッド〉[28]）
- 無敵のドラゴン（ジェーン〈ロレッタ・リー〉[29]）
- 燃えよデブゴン TOKYO MISSION（フォンワー〈テレサ・モウ〉[30]）
- 約束の宇宙（ウェンディ・ハウアー〈ザンドラ・ヒュラー〉[31]）
- レイルロード・タイガー（チン〈シュイ・ファン〉）
- 別れる決心（女性室長[32]）

#### ドラマ
- ARMORED SAURUS アーマードサウルス（スヒョン〈ユ・ボヨン〉[33]）
- 愛だと言って（マ・ヒジャ）
- アメリカン・クライム・ストーリー/弾劾裁判（ヒラリー・クリントン〈イーディ・ファルコ〉[34]）
- 今、私たちの学校は…（ウニ）
- インポスターズ 美しき詐欺師たち（サリー）
- GIRLS/ガールズ（ディレクター）
- キャサリン スペイン王女の華麗なる野望（リジー〈アレクサンドラ・モーエン〉[35]）
- 刑事ヴィスティング〜殺人鬼の足跡〜（クリスティーネ〈ウルリッケ・ハンセン・ドーヴィゲン〉[36]）
- 原潜ヴィジル
- 師任堂、色の日記（イ氏）
- THE BRIDGE/ブリッジ（オーサ）
- シグナル/時空を超えた捜査線（マリリン）
- 私立探偵マグナム（テウイラ “クム”・トゥレイタ〈エイミー・ヒル〉）
- DIVORCE/ディボース（エレイン）
- HUNTED/ハンテッド（オルラ）
- ファーストレディ（マルヴィナ〈クレア・デュヴァル〉[37]）
- Life 真実へのパズル（ブリマー）
- LAW & ORDER:UK（オニール判事、エレノア）

#### アニメ
- アダムス・ファミリー2 アメリカ横断旅行!（ミス・ローリーン[38]）

### テレビドラマ
- おさと
- 霧に棲む悪魔
- 次郎長背負い富士
- 少女たちの日記帳 ヒロシマ 昭和20年4月6日〜8月6日
- 絶対零度
- 華の嵐

### テレビ番組
- アナザーストーリーズ 運命の分岐点
- さわやか3組
- ぼくのまち わたしのまち（さちこお姉さん）
- わたしが子どもだったころ

### 映画
- うちの子にかぎって…

### 舞台
- ミュージカル「レ・ミゼラブル」（東宝）
- 心を繋ぐ6ペンス（東宝）
- ブラッド・ブラザーズ（松竹）
- 安寿と厨子王 - 安寿 役
- ストレートプレイ「地獄のオルフェウス」
- セイムタイムネクストイヤー
- 映画にでたい
- 夜又ヶ池（東宝）
- ミレナ
- ちゃきん
- 初夜と蓮根
- 月の岬
- ZIRAIYA

### シリーズ一覧
1. ↑  第1期（2018年）、第2期『Second BEAT!』（2020年）、第3期『Third BEAT!』第2クール（2022年）

### 初出話一覧
1. ↑  第2話初出
2. ↑  第3話初出
3. ↑  第11話初出
4. 1 2  第12話初出
5. ↑  第7話初出